# Cadillac Evoq
El Cadillac Evoq fue un prototipo de automóvil o automóvil concepto creado por la marca de automóviles estadounidense Cadillac, que se dio a conocer en el Salón del Automóvil de Detroit del año 1999. El diseño llevó a la producción del Cadillac XLR. Fue un proyecto iniciado en virtud del entonces director general de Cadillac, John Smith. Previsto como una "declaración de carácter de marca", presagió otros modelos de Cadillac que vendrían después, como el CTS, SRX, XLR y así sucesivamente. Fue construido por la empresa Metalcrafters de California en el año 1998. Su motor de 405 CV fue, oficialmente de todos modos, el primer Northstar diseñado para la aplicación de la tracción trasera.